# Kuće, ne zatvori
Kuće, ne zatvori (engl. Homes Not Jails) je volonterska organizacija koja se bori za smeštaj direktnom akcijom i svim raspoloživim sredstvima. Cilj im je da "okončaju beskućništvo i ukinu zatvorski industrijski kompleks". Imaju tri ogranka u Bostonu, San Francisku i Vašingtonu. 
1992. Kuće, ne zatvori su započeli stvaranje skvoterskog pokreta u San Francisku koji bi obezbedio smeštaj beskućnicima i do sada su smestili hiljade ljudi u skvotove koji su trajali od jedne noći do šest godina. Na vrhuncu pokreta, bilo je oko 500 ljudi koji su skvotirali širom grada, a otvarali su između jedne i šest zgrada nedeljno. Ukupno je useljeno oko 500 kuća, od kojih je 95% trajalo u proseku 6 meseci. Najduže su trajali skvotovi čiji su vlasnici iz drugog grada. 
“Skvotiranje je oblik građanske neposlušnosti. Ono može biti pitanje života i smrti za nekog ko je beskućnik.” – kaže Ted Guliksen, osnivač "Homes Not Jails".

## Spoljašnje veze
- Homes Not Jails